# August Harlacher

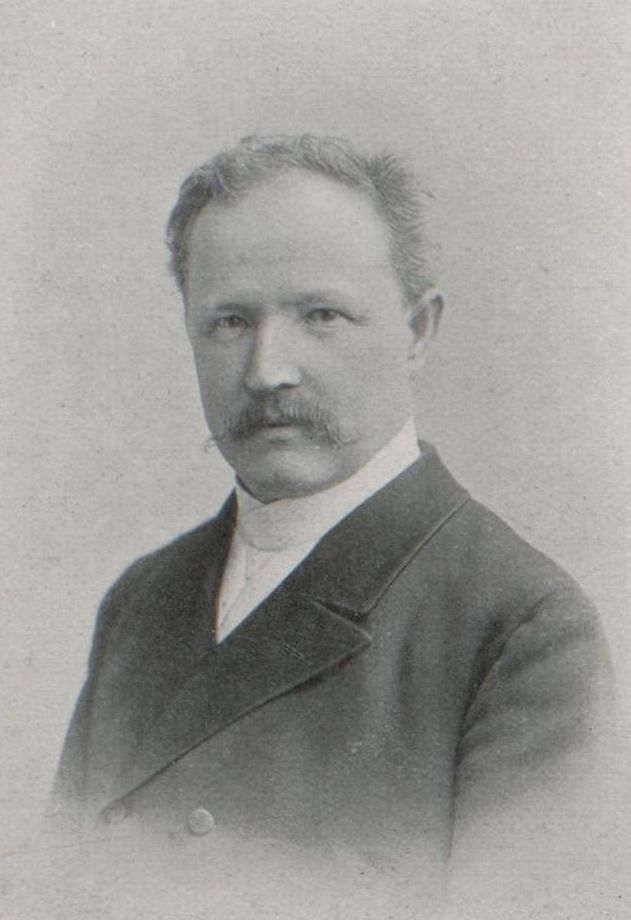
August Harlacher

August Harlacher (* 29. Oktober 1842 in Unterkochen, Oberamt Aalen, Württemberg; † 15. Juli 1907 in Spiez, Schweiz) war ein deutscher Opernsänger (Tenor) und Opernregisseur.

## Leben
August Harlacher war Sohn eines Bergmanns und erhielt im Anschluss an eine humanistische Schullaufbahn eine Sängerausbildung. 1871 kam er als Tenor an das Hoftheater von Karlsruhe. 1888 inszenierte er beim sechsten Jahrgang der Bayreuther Festspiele Richard Wagners Oper Die Meistersinger von Nürnberg. Er war in Bayreuth der erste und bis 1933 einzige Regisseur neben Mitgliedern der Familie Wagner.
Danach wirkte er auch am Hoftheater von Karlsruhe neben seiner Sängertätigkeit als Regisseur. Im Dezember 1890 inszenierte er dort die erste Gesamtaufführung des Opernwerks Les Troyens von Hector Berlioz (Dirigent: Felix Mottl). 1893 ging er an die Stuttgarter Hofoper. Auch hier war er sowohl Sänger als auch Regisseur, und er wurde nach seinen Inszenierungen von Gala-Aufführungen mit dem Titel eines Hofrats ausgezeichnet. 1905 beendete er seine Bühnentätigkeit.
August Harlacher war mit der Sängerin Elise Harlacher-Rupp (* 1859) verheiratet.